# Chiesa dei Santi Marco e Andrea a Nilo
La chiesa dei Santi Marco e Andrea a Nilo è una delle chiese barocche di Napoli; è ubicata in via Paladino.

## Storia
L'edificio sorse nel VI secolo con il nome di San Marco ad Diaconam e vi era la residenza del suddiacono regionario e rettore del patrimonio di San Pietro in Campania, incaricato anche di riscuotere le rendite e di curare i diritti papali nel Ducato di Napoli.
Tra il VII secolo e il IX secolo la chiesa venne decorata con mosaici ed avvenne la fondazione di un monastero di monache costantinopolitane dedicato a santa Maria del Percejo, con la fondazione successiva di un ospedale.
Tra il XII secolo e il XIII secolo divenne la sede per la deliberazione dei prezzi per i generi alimentari, mentre nell'anno 1300 le suore vennero trasferite nell'appena costruito convento di Santa Maria Donnaromita.
Alla fine del Cinquecento venne ceduta alla Comunità dei tavernari (osti) ed infine l'edificio rimaneggiato nel XVIII secolo in chiave barocca; dopo il terremoto del 1980 fu restaurata dall'architetto Adriano De Rose e poi fu chiusa al culto.
Oggi la chiesa è aperta al culto e ospita la comunità della Chiesa ortodossa rumena.

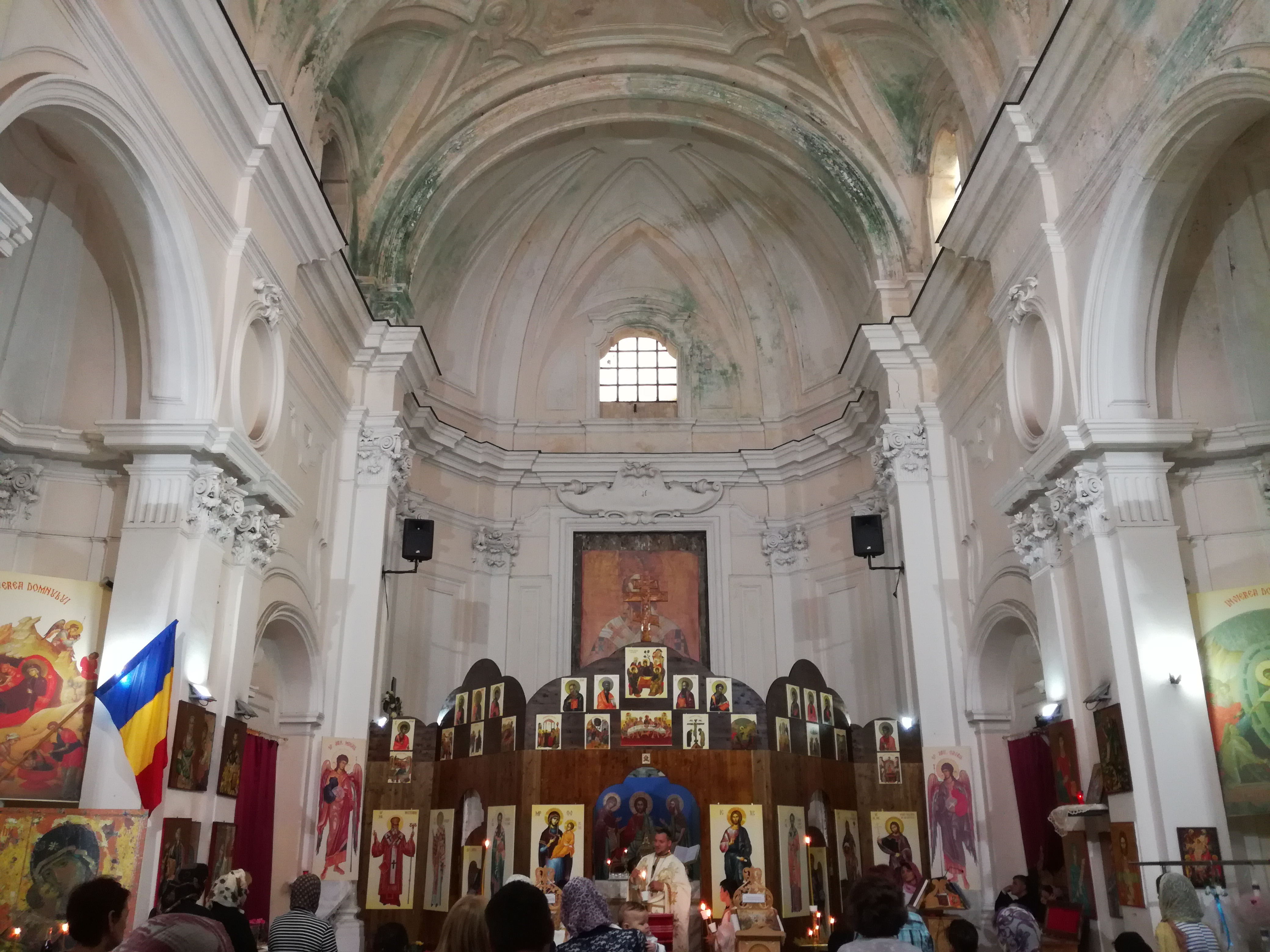
L'interno

## Descrizione
La facciata è a due ordini sovrapposti, raccordati mediante esuberanti volute che si arricciano verso l'esterno; al centro si apre un prezioso portale in piperno, stucco e marmo con in mezzo un tondo con le sculture dei santi titolari, mentre al secondo ordine si trova un finestrone rettangolare decorato da stucchi.
L'interno, a navata unica con una cappella per lato, è buio a causa della chiusura di un lato finestrato per la presenza di un fabbricato alquanto recente, prospiciente su piazzetta Nilo. Le decorazioni in stucco interne sono tardobarocche e sull'altare in marmi policromi era presente una tela di Francesco Curia che raffigurava nuovamente i santi titolari (opportunamente trasferita, come le altre opere d'arte ivi custodite).
Dietro al pregevole altare è conservato un sarcofago cristiano risalente al VI secolo e utilizzato da santa Candida le cui spoglie sono state traslate nella vicina chiesa di Sant'Angelo a Nilo.